# Koltur (miejscowość)
Koltur – jedyna zamieszkana osada na wyspie o tej samej nazwie, znajdującej się w archipelagu Wysp Owczych. Mieszka tam obecnie (I 2015 r.) zaledwie 1 osoba.

## Nazwa
Koltur to z farerska źrebię, co może odnosić się do położonej opodal większej wyspy Hestur (koń).

## Położenie
Zarówno wyspa, jak i wieś Koltur położone są w centralnej części Wysp Owczych, na zachód od Streymoy i na północ od Sandoy. Wszystkie zabudowania są na wschodnim brzegu, nad cieśniną Hestsfjørður. Nie są położone wyżej niż 50 m n.p.m.

## Populacja
Osada dziś zwana Koltur jest położona dokładnie w tym samym miejscu, co poprzednia – Heimi í Húsi (od nazw 2 farm, które jak dziś się w niej znajdowały), założona jeszcze w czasach wikińskich. Dawniej liczba ludności stopniowo rosła, jednak już w latach 80. XX wieku zaczął się stopniowy spadek ludności, by następnie na 2 lata (1995–1996), a wiec w czasie, gdy panował na Wyspach Owczych kryzys ekonomiczny, całkowicie się wyludnić. Miejscowość nie odzyskała od tamtego czasu pełnej liczby ludności – w 1997 przybyła tam dwójka farmerów, aktywnie dziś udzielających się w sprawy całej wyspy. Na przestrzeni ostatnich 5 lat (2011-2015) liczba stałych mieszkańców osady wynosi 1. Według danych Urzędu Statystycznego (I 2015 r.) jest 114. co do wielkości miejscowością Wysp Owczych.

## Historia
Osada Koltur, zwana kiedyś Heimi í Húsi, jest zamieszkana od wczesnego średniowiecza, a więc od czasu kiedy wikingowie po raz pierwszy przypłynęli na Wyspy Owcze. Początkowo, jak mówią źródła archeologiczne, była tam jedynie jedna farma, dopiero później, na przełomie XV i XVI wieku, powstała druga, w pewnym oddaleniu od pierwszej. Istnieje hipoteza, że obie należały do katolickich dóbr kościelnych, albowiem w roku 1584, podobnie jak wiele innych ziem, zostały wcielone przez monarchę do jego królewszczyzn. Obok obu domostw zaczęły powstawać kolejne, dziś większość z nich stoi opuszczona. Szczytem, jeśli chodzi o liczbę budowli we wsi, są 2 farmy (kolejne dwie znalazły się w osadzie sąsiadującej), a także okalające je liczne domostwa. XX wiek sprawił jednak, że Farerowie zaczęli przenosić się do większych miast, populacja więc znacznie spadła, przez dwa lata (1995-1996) była nawet zerowa.

## Budowa osady
Koltur leży w jednym tak zwanym heimurst, co po farersku oznacza obszar zasiedlony na poły budowlami mieszkalnymi, na poły spichlerzami. Prócz tego znajdowało się tam wiele pól i pastwisk. Według wielu Farerów Koltur (a dokładniej Heimi í Húsi) jest właśnie sztandarowym przykładem takiego typu osadnictwa na Wyspach Owczych.

### Literatura
- Marcin Jakubowski, Marek Loos, Wyspy Owcze, Szczecin 2003, ISBN 83-913526-3-3.